# ZKR
ZKR (typographié Zkr), de son vrai nom Zacharya Souissi, né le 14 octobre 1996 à Roubaix, est un rappeur et auteur-compositeur-interprète français, connu principalement pour son premier album Dans les mains sorti en janvier 2021 et certifié disque de platine et à son titre Freestyle 5min #8 certifié disque de diamant.

## Biographie

### Origines et enfance
Zkr, de son vrai nom Zacharya Souissi, naît à Roubaix le 14 octobre 1996 de parents d'origine tunisienne et marocaine. Bon élève jusqu'à la fin du collège, il décroche au lycée et quitte les cours en seconde. Emprisonné de novembre 2018 à mai 2019, il change de vie à sa sortie de prison pour se consacrer au rap.

### Carrière

#### Débuts
En 2010, il publie ses premiers freestyles sur YouTube, avant qu'ils ne soient supprimés. Il se fait ensuite connaître dans le milieu du rap via des freestyles de cinq minutes qu'il publie dans un premier temps sur la même plateforme, cette fois-ci sur la chaîne Daymolition.
Le style percutant des paroles et sa manière de raconter la rue dans ces freestyles le démarquent.
Après quatre itérations, Zkr sort en novembre 2018 un premier EP intitulé Absent, le titre faisant référence à son séjour en prison, actuel lors de la sortie du projet.

#### Absent(2018)
Le premier projet de Zkr, Absent, sort le 23 novembre 2018 et se classe en tête des ventes en France la semaine de sa sortie. L'EP de neuf titres évoque le passage derrière les barreaux de son auteur, plusieurs des textes ayant été écrits en prison,. Il est certifié disque d'or en juin 2021 par le SNEP. Il enchaine ensuite les singles et travaille sur son premier projet, en partie pendant la pandémie de Covid-19. Entre-temps, il signe aussi sur le label Morning Glory Zik de Dj Bellek.

#### Dans les mains(2021)
Zkr sort son premier album en janvier 2021, après l'avoir teasé dans Freestyle 5min #10 par "R'garde dans tes mains, p't'être au début d'l'année prochaine" et annoncé en décembre 2020[source insuffisante]. Composé de 21 morceaux, dont trois exclusivités pour la version physique[source secondaire nécessaire] (Belle mine, Perdu, A l'arrêt), le projet est certifié platine en juin 2023[réf. incomplète].

#### Caméléon(2022)
En février 2022, il annonce un nouvel album, Caméléon, précédé par ses singles Lion du sol et Gentils Bandits, qui récoltent à eux deux plusieurs millions de vues. L'album, sorti le 4 mars 2022, est certifié disque d'or au mois de décembre[réf. incomplète]. Ce projet est entièrement solo, il n'y a pas le moindre invité. Le 20 janvier 2023 sort toutefois Caméléon+, la réédition du projet, avec neuf titres supplémentaires, dont cette fois-ci des featurings avec SDM, Timal, PLK et Hamza[source insuffisante],[source insuffisante].

## Discographie

### Singles
- Poursuite (feat. Koba LaD)[8]
- Tu vois comment (feat. PLK)[8]
- Freestyle 5min#11
- Romance Criminelle
- Sourire de millionnaire
- Lion du Sol
- Les Gentils Bandits
- Focus
- Temps Perdu

### Apparitions
- 2019
  - Yarilo feat. Zkr et Mrl - Rue (sur l'album Yo Daddy, Vol.I)
- 2021
  - Brulux feat. Zkr - Panenka (sur l'album La sans pitax)
  - Maes feat. Zkr - Kalenji (sur l'album Réelle vie 3.0)
  - Koba LaD feat. Zkr et Landy - Chercher l'or (sur l'album Cartel : volume 1)
  - DA Uzi feat. Soso Maness et Zkr - Du nord au sud (sur l'album Vrai 2 vrai)
  - RK feat. Zkr - Lundi matin (sur l'album 100 rancunes)
  - Frenetik feat. Zkr - Encore (sur la réédition Couleurs du jeu de l'album Jeu de couleurs)
  - Guy2Bezbar feat. Zkr - Baltimore (sur l'album Coco Jojo)
  - Tiitof feat. Zkr - La maladie du ghetto (sur l'album Bénéfice)
  - Alonzo feat. Zkr - 280 (sur l'album Capo Dei Capi Vol II & III)
- 2022
  - Bekar feat. Zkr - 59dB (sur l'album Mirasierra)
  - Nessbeal feat. Zkr - Le Dem (sur l'album Zonard des étoiles)
  - Shtar Academy feat. Zkr, NIC et Ryan - Imagine (sur l'album Shtar Academy (Saison 2))
  - Shtar Academy feat. Zkr et 13 autres artistes - All Shtar (sur l'album Shtar Academy (Saison 2))
- 2023
  - Mig feat Zkr - 10KG (sur l'album 21)
  - Fresh La Douille feat. Zkr - Yencli (sur l'album Voltaire)
  - JNR Slice feat. Zkr - C'est rien (sur l'album Junior)
  - Nahir feat. Zkr - Constat amer (sur la mixtape Intégral 2 #POV)
  - Imen Es feat. Zkr - Derrière toi (sur l'album Train de vie)
  - Yanso feat. Zkr - Bx Capitale 7 (sur l'album BX+212)
  - Souffrance feat. Zkr - Appuie-tête (sur l'album Eau de source)
- 2024
  - Rimkus feat. Zkr - Code 594 (sur l'album Fracturé)